# 格罗森塞 (图林根州)
格罗森塞（德語：Großensee，發音：[ˈɡʁoːsn̩ˌzeː]）是德国图林根州瓦特堡县曾经的一个市镇，面积3.28平方千米，2017年12月31日人口为191人。2019年1月1日，格罗森塞与另外3个市镇合并为新市镇威拉-苏尔-塔尔。